# Litleusholmen
Litleusholmen ou Litle Usholmen est une île dans le landskap Sunnhordland du comté de Vestland. Elle appartient administrativement à Øygarden.

## Géographie
Rocheuse et désertique, il s'agit de deux îlots collés qui s'étendent sur environ 125 m de longueur pour une largeur approximative de 73 m. 